# Matwé Middelkoop
Matwé Middelkoop (Leerdam, 3 september 1983) is een rechtshandige tennisser uit Nederland die in 2002 professional werd.
Middelkoop won in zijn carrière in het enkelspel vijftien titels op het futureniveau van de ATP. In 2015 betrad Middelkoop de mondiale top 100 in het dubbelspel met zijn vaste dubbelspelpartner Wesley Koolhof, onder meer door zeven challengers te winnen.
In 2016 maakte Middelkoop op het Australian Open zijn debuut op een grandslamtoernooi door in het mannendubbelspel met Michail Jelgin aan te treden tegen Leonardo Mayer en João Sousa – zij wonnen met 6-3, 2-6 en 6-3. In de tweede ronde verloren Middelkoop en zijn partner van Pablo Cuevas en Marcel Granollers (4-6, 6-3, 2-6).

## Biografie
Middelkoop heeft een Nederlandse vader en een Russische moeder. De ouders leerden elkaar kennen in Bulgarije, waar de vader van Middelkoop op skivakantie was en de moeder als skilerares werkte. Middelkoops moeder werd zwanger in Rusland, maar Middelkoop is geboren in Nederland. Middelkoop spreekt de Russische taal.

## Palmares
| Legenda                       | Legenda               |
| ----------------------------- | --------------------- |
| Grand Slam                    |                       |
| Olympische Spelen             |                       |
| tot 2009                      | vanaf 2009            |
| Tennis Masters Cup            | ATP Finals            |
| ATP Masters Series            | ATP Tour Masters 1000 |
| ATP International Series Gold | ATP Tour 500          |
| ATP International Series      | ATP Tour 250          |

### Enkelspel
| Nr.              | Datum            | Toernooi        | Ondergrond | Tegenstander in de finale | Uitslag       |
| ---------------- | ---------------- | --------------- | ---------- | ------------------------- | ------------- |
| Gewonnen futures |                  |                 |            |                           |               |
| 1.               | 4 september 2006 | Enschede        | Gravel     | Boy Westerhof             | 7-5, 6-7, 6-3 |
| 2.               | 22 januari 2007  | Deauville       | Gravel (i) | Rabie Chaki               | 6-3, 3-6, 7-6 |
| 3.               | 12 februari 2007 | Cartagena       | Gravel     | Adrián Menéndez Maceiras  | 7-5, 4-6, 6-0 |
| 4.               | 12 november 2007 | Kigali          | Gravel     | Gvidas Sabeckis           | 7-5, 6-3      |
| 5.               | 19 november 2007 | Kampala         | Gravel     | Komlavi Loglo             | 6-3, 7-5      |
| 6.               | 26 november 2007 | Khartoem        | Gravel     | Sherif Sabry              | 6-3, 6-2      |
| 7.               | 3 december 2007  | Khartoem        | Gravel     | Predrag Rusevski          | Walk-over     |
| 8.               | 10 maart 2008    | Abidjan         | Hardcourt  | Jeremy Blandin            | 6-7, 6-4, 6-1 |
| 9.               | 15 maart 2010    | Wetzikon        | Tapijt (i) | Sandro Ehrat              | 6-3, 6-4      |
| 10.              | 7 juni 2010      | Apeldoorn       | Gravel     | Mathieu Rodrigues         | 6-1, 6-4      |
| 11.              | 30 augustus 2010 | Middelburg      | Gravel     | Niels Desein              | 7-6, 6-2      |
| 12.              | 25 april 2011    | Vicenza         | Gravel     | Juan-Martín Aranguren     | 7-5, 2-6, 6-4 |
| 13.              | 11 juli 2011     | Knokke          | Gravel     | Julien Obry               | 6-2, 6-3      |
| 14.              | 8 juli 2012      | Middelburg      | Gravel     | Niels Desein              | 4-6, 6-2, 6-3 |
| 15.              | 26 oktober 2014  | Sharm-el-Sheikh | Hardcourt  | Mohamed Safwat            | 7-5, 2-6, 6-3 |

### Dubbelspel
| Nr.                                   | Datum             | Toernooi            | Ondergrond    | Partner           | Tegenstanders in finale                   | Score                 |                     |
| ------------------------------------- | ----------------- | ------------------- | ------------- | ----------------- | ----------------------------------------- | --------------------- | ------------------- |
| gewonnen finales mannendubbelspel     |                   |                     |               |                   |                                           |                       |                     |
| 1.                                    | 7 februari 2016   | ATP Sofia (1)       | Hardcourt     | Wesley Koolhof    | Philipp Oswald Adil Shamasdin             | 5-7, 7-6, [10-6]      | Details             |
| 2.                                    | 23 juli 2016      | ATP Kitzbühel       | Gravel        | Wesley Koolhof    | Dennis Novak Dominic Thiem                | 2-6, 6-3, [11-9]      | Details             |
| 3.                                    | 14 januari 2017   | ATP Sydney          | Hardcourt     | Wesley Koolhof    | Jamie Murray Bruno Soares                 | 6-3, 7-5              | Details             |
| 4.                                    | 24 september 2017 | ATP Sint-Petersburg | Hardcourt (i) | Roman Jebavý      | Julio Peralta Horacio Zeballos            | 6-4, 6-4              | Details             |
| 5.                                    | 6 januari 2018    | ATP Pune            | Hardcourt     | Robin Haase       | Pierre-Hugues Herbert Gilles Simon        | 7-6(5), 7-6(5)        | Details             |
| 6.                                    | 11 februari 2018  | ATP Sofia (2)       | Hardcourt (i) | Robin Haase       | Nikola Mektić Alexander Peya              | 5-7, 6-4, [10-4]      | Details             |
| 7.                                    | 21 juli 2018      | ATP Umag            | Gravel        | Robin Haase       | Roman Jebavý Jiří Veselý                  | 6-4, 6-4              | Details             |
| 8.                                    | 19 oktober 2019   | ATP Moskou (1)      | Hardcourt (i) | Marcelo Demoliner | Simone Bolelli Andrés Molteni             | 6-1, 6-2              | Details             |
| 9.                                    | 9 februari 2020   | ATP Córdoba         | Gravel        | Marcelo Demoliner | Leonardo Mayer Andrés Molteni             | 6-3, 7-6(4)           | Details             |
| 10.                                   | 27 augustus 2021  | ATP Winston-Salem   | Hardcourt     | Marcelo Arévalo   | Ivan Dodig Austin Krajicek                | 6-7(5), 7-5, [10-6]   | Details             |
| 11.                                   | 24 oktober 2021   | ATP Moskou (2)      | Hardcourt (i) | Harri Heliövaara  | Tomislav Brkić Nikola Čačić               | 7-5, 4-6, [11-9]      | Details             |
| 12.                                   | 13 februari 2022  | ATP Rotterdam       | Hardcourt (i) | Robin Haase       | Lloyd Harris Tim Pütz                     | 4–6, 7–6(7–5), [10–5] | Details             |
| 13.                                   | 2 oktober 2022    | ATP Tel Aviv        | Hardcourt (i) | Rohan Bopanna     | Santiago González Andrés Molteni          | 7-5, 4-6, [11-9]      | Details             |
| 14.                                   | 12 februari 2023  | ATP Montpellier     | Hardcourt (i) | Robin Haase       | Maxime Cressy Albano Olivetti             | 7–6(4), 4–6, [10–6]   | Details             |
| verloren finales mannendubbelspel     |                   |                     |               |                   |                                           |                       |                     |
| 1.                                    | 19 februari 2017  | ATP Rotterdam       | Hardcourt (i) | Wesley Koolhof    | Ivan Dodig Marcel Granollers              | 6-7(5), 3-6           | Details             |
| 2.                                    | 23 juli 2017      | ATP Båstad          | Gravel        | Sander Arends     | Julian Knowle Philipp Petzschner          | 2-6, 6-3, [7-10]      | Details             |
| 3.                                    | 29 april 2018     | ATP Boedapest       | Gravel        | Andrés Molteni    | Dominic Inglot Franko Škugor              | 7-6(8), 1-6, [8-10]   | Details             |
| 4.                                    | 26 mei 2018       | ATP Lyon            | Gravel        | Roman Jebavý      | Nick Kyrgios Jack Sock                    | 5-7, 6-2, [9-11]      | Details             |
| 5.                                    | 29 juni 2018      | ATP Antalya         | Gras          | Sander Arends     | Marcelo Demoliner Santiago González       | 5-7, 7-6(6), [8-10]   | Details             |
| 6.                                    | 23 september 2018 | ATP Sint-Petersburg | Hardcourt (i) | Roman Jebavý      | Matteo Berrettini Fabio Fognini           | 6-7(6), 6-7(4)        | Details             |
| 7.                                    | 4 januari 2019    | ATP Doha            | Hardcourt     | Robin Haase       | David Goffin Pierre-Hugues Herbert        | 7-5, 4-6, [4-10]      | Details             |
| 8.                                    | 24 februari 2019  | ATP Marseille       | Hardcourt (i) | Ben McLachlan     | Jérémy Chardy Fabrice Martin              | 3-6, 7-6(4), [3-10]   | Details             |
| 9.                                    | 13 april 2019     | ATP Marrakesh       | Gravel        | Frederik Nielsen  | Jürgen Melzer Franko Škugor               | 4-6, 6-7(6)           | Details             |
| 10.                                   | 29 september 2019 | ATP Zhuhai          | Hardcourt     | Marcelo Demoliner | Sander Gillé Joran Vliegen                | 6–7(2), 6–7(4)        | Details             |
| 11.                                   | 18 oktober 2020   | ATP Sint-Petersburg | Hardcourt (i) | Marcelo Demoliner | Jürgen Melzer Édouard Roger-Vasselin      | 2-6, 6-7(4)           | Details             |
| 12.                                   | 25 oktober 2020   | ATP Antwerpen       | Hardcourt (i) | Rohan Bopanna     | John Peers Michael Venus                  | 3-6, 4-6              | Details             |
| 13.                                   | 31 juli 2021      | ATP Kitzbühel       | Gravel        | Roman Jebavý      | Alexander Erler Lucas Miedler             | 5-7, 6-7(5)           | Details             |
| 14.                                   | 21 mei 2022       | ATP Genève          | Gravel        | Pablo Andújar     | Nikola Mektić Mate Pavić                  | 6–2, 2–6, [3–10]      | Details             |
| 15.                                   | 25 juni 2022      | ATP Eastbourne      | Gras          | Luke Saville      | Nikola Mektić Mate Pavić                  | 4–6, 2–6              | Details             |
| 16.                                   | 24 juli 2022      | ATP Hamburg         | Gravel        | Rohan Bopanna     | Lloyd Glasspool Harri Heliövaara          | 2–6, 4–6              | Details             |
| 17.                                   | 23 oktober 2022   | ATP Antwerpen       | Hardcourt (i) | Rohan Bopanna     | Tallon Griekspoor Botic van de Zandschulp | 3-6, 4-6              | Details             |
| 18.                                   | 27 mei 2023       | ATP Lyon            | Gravel        | Nicolas Mahut     | Rajeev Ram Joe Salisbury                  | 0-6, 3–6              | Details             |
| 19.                                   | 23 juli 2023      | ATP Gstaad          | Gravel        | Marcelo Demoliner | Dominic Stricker Stan Wawrinka            | 6-7(8), 2–6           | Details             |
| gewonnen challengers mannendubbelspel |                   |                     |               |                   |                                           |                       |                     |
| 1.                                    | 31 juli 2005      | Valladolid          | Hardcourt     | Alexander Peya    | Jasper Smit Stefan Wauters                | 7-6(7), 6-3           | 7-6(7), 6-3         |
| 2.                                    | 15 april 2007     | Chiasso             | Gravel        | Bart Beks         | Teodor-Dacian Craciun Victor Crivoi       | 7-6(2), 7-5           | 7-6(2), 7-5         |
| 3.                                    | 13 juli 2014      | Scheveningen        | Gravel        | Boy Westerhof     | Martin Fischer Jesse Huta Galung          | 6-4, 3-6, [10-6]      | 6-4, 3-6, [10-6]    |
| 4.                                    | 8 februari 2015   | Glasgow             | Hardcourt (i) | Wesley Koolhof    | Sergej Boebka Alexsandr Nedovyesov        | 6-1, 6-4              | 6-1, 6-4            |
| 5.                                    | 3 mei 2015        | Turijn              | Gravel        | Wesley Koolhof    | Dino Marcan Antonio Sancic                | 4-6, 6-3, [10-5]      | 4-6, 6-3, [10-5]    |
| 6.                                    | 5 juli 2015       | Marburg             | Gravel        | Wesley Koolhof    | Tobias Kamke Simon Stadler                | 6-1, 7-5              | 6-1, 7-5            |
| 7.                                    | 16 augustus 2015  | Praag               | Gravel        | Wesley Koolhof    | Sergey Betov Michail Jelgin               | 6-4, 3-6, [10-7]      | 6-4, 3-6, [10-7]    |
| 8.                                    | 12 september 2015 | Sevilla             | Gravel        | Wesley Koolhof    | Marco Bortolotti Kamil Majchrzak          | 7-6(5), 6-4           | 7-6(5), 6-4         |
| 9.                                    | 27 september 2015 | Trnava              | Gravel        | Wesley Koolhof    | Kamil Majchrzak Stéphane Robert           | 6-4, 6-2              | 6-4, 6-2            |
| 10.                                   | 25 oktober 2015   | Brest               | Hardcourt     | Wesley Koolhof    | Ken Skupski Neal Skupski                  | 3-6, 6-4, [10-6]      | 3-6, 6-4, [10-6]    |
| 11.                                   | 17 januari 2016   | Bangkok             | Hardcourt     | Wesley Koolhof    | Gero Kretschmer Alexander Satschko        | 6-3, 7-6(1)           | 6-3, 7-6(1)         |
| 12.                                   | 19 juni 2016      | Ilkley              | Gras          | Wesley Koolhof    | Marcelo Demoliner Aisam-ul-Haq Qureshi    | 7-6(5), 0-6, [10-8]   | 7-6(5), 0-6, [10-8] |
| 13.                                   | 31 juli 2016      | Scheveningen        | Gravel        | Wesley Koolhof    | Tallon Griekspoor Tim van Rijthoven       | 6-1, 3-6, [13-11]     | 6-1, 3-6, [13-11]   |
| 14.                                   | 26 november 2016  | Andria              | Tapijt (i)    | Wesley Koolhof    | Roman Jebavý Zdeněk Kolář                 | 6-3, 6-3              | 6-3, 6-3            |
| 15.                                   | 13 mei 2017       | Aix-en-Provence     | Gravel        | Wesley Koolhof    | Andre Begemann Jérémy Chardy              | 2-6, 6-4, [16-14]     | 2-6, 6-4, [16-14]   |

## Resultaten grote toernooien
| Legenda | Legenda                          |
| ------- | -------------------------------- |
| g.t.    | geen toernooi gehouden           |
| l.c.    | lagere categorie                 |
| –       | niet deelgenomen                 |
| G       | uitgeschakeld in de groepsfase   |
| 1R      | uitgeschakeld in de eerste ronde |
| 2R      | uitgeschakeld in de tweede ronde |
| 3R      | uitgeschakeld in de derde ronde  |
| 4R      | uitgeschakeld in de vierde ronde |
| KF      | uitgeschakeld in de kwartfinale  |
| HF      | uitgeschakeld in de halve finale |
| F       | de finale verloren               |
| W       | het toernooi gewonnen            |
| w-v     | winst/verlies-balans             |

### Mannendubbelspel
| Grandslamtoernooien  |    |      |      |      |      |      |      |      |
| Australian Open      | 2R | 2R   | 2R   | 1R   | 1R   | KF   | 2R   | 3R   |
| Roland Garros        | 1R | 1R   | 2R   | 2R   | 1R   | 3R   | HF   | HF   |
| Wimbledon            | 2R | 1R   | 2R   | 1R   | g.t. | 2R   | 1R   | 1R   |
| US Open              | 1R | KF   | 3R   | 1R   | 2R   | 1R   | 1R   | 2R   |
| ATP Masters 1000     |    |      |      |      |      |      |      |      |
| Indian Wells         | –  | –    | –    | –    | g.t. | 2R   | 1R   | 1R   |
| Miami                | –  | –    | 1R   | 2R   | g.t. | –    | 1R   | 2R   |
| Monte Carlo          | –  | –    | –    | 1R   | g.t. | –    | –    | 1R   |
| Madrid               | –  | –    | –    | 1R   | g.t. | –    | –    | 2R   |
| Rome                 | –  | –    | –    | 2R   | –    | HF   | 2R   | 1R   |
| Montreal/Toronto     | –  | –    | 2R   | –    | g.t. | KF   | 2R   | –    |
| Cincinnati           | –  | –    | 2R   | –    | –    | 1R   | 1R   | –    |
| Shanghai             | –  | –    | 1R   | –    | g.t. | g.t. | g.t. |      |
| Parijs               | –  | 1R   | 1R   | –    | 2R   | –    | KF   |      |
| Olympische Spelen    |    |      |      |      |      |      |      |      |
| Olympische Spelen    | –  | g.t. | g.t. | g.t. | g.t. |      | g.t. | g.t. |
| Statistieken         |    |      |      |      |      |      |      |      |
| Totaal aantal titels | 2  | 2    | 3    | 1    | 1    | 2    | 2    | 1    |
| Eindejaarsranking    | 57 | 36   | 36   | 54   | 46   | 30   | 22   |      |

### Gemengd dubbelspel
| Grandslamtoernooien |    |      |      |      |      |    |      |      |
| Australian Open     | –  | –    | KF   | 2R   | –    | 1R | 2R   | 1R   |
| Roland Garros       | –  | –    | KF   | –    | g.t. | –  | 2R   | HF   |
| Wimbledon           | 2R | –    | 3R   | HF   | g.t. | 1R | 2R   | HF   |
| US Open             | –  | –    | 1R   | –    | g.t. | 1R | 1R   | –    |
| Olympische Spelen   |    |      |      |      |      |    |      |      |
| Olympische Spelen   | –  | g.t. | g.t. | g.t. | g.t. |    | g.t. | g.t. |
| Statistieken        |    |      |      |      |      |    |      |      |

## Positie ATP-ranglijst enkelspel en dubbelspel einde seizoen
- 2002: 957, 841
- 2003: 581, 654
- 2004: 374, 368
- 2005: 589, 247
- 2006: 469, 389
- 2007: 328, 407

- 2008: 200, 155
- 2009: 340, 782
- 2010: 264, 313
- 2011: 323, 307
- 2012: 251, 336
- 2013: 349, 451

- 2014: 626, 293
- 2015: 796, 66
- 2016: 675, 57